# Liste der Monuments historiques in Puits (Côte-d’Or)
Die Liste der Monuments historiques in Puits führt die Monuments historiques in der französischen Gemeinde Puits auf.

## Liste der Immobilien
| Bezeichnung      | Beschreibung                                                                                 | Standort                | Kennzeichnung | Schutzstatus | Datum     | Bild           |
| ---------------- | -------------------------------------------------------------------------------------------- | ----------------------- | ------------- | ------------ | --------- | -------------- |
| Château de Puits | Schloss, 17. Jahrhundert, am Platz einer Burg des 13. Jahrhunderts; Poterne, 15. Jahrhundert | 14 Rue du Porche (Lage) | PA00112601    | Inscrit      | 1941 1971 | weitere Bilder |

## Liste der Objekte
| Bezeichnung                 | Beschreibung                                         | Standort                                   | Kennzeichnung | Schutzstatus | Datum | Bild |
| --------------------------- | ---------------------------------------------------- | ------------------------------------------ | ------------- | ------------ | ----- | ---- |
| Skulptur eines Heiligen     | Holz, farbig gefasst, um 1300                        | in der Kirche Nativité-de-la-Vierge (Lage) | PM21004007    | Inscrit      | 1993  |      |
| Pietà                       | Kalkstein, farbig gefasst, Ende des 15. Jahrhunderts | in der Kirche Nativité-de-la-Vierge (Lage) | PM21001813    | Classé       | 1944  |      |
| Skulptur Heilige Regina (?) | Kalkstein, farbig gefasst, 17. Jahrhundert           | in der Kirche Nativité-de-la-Vierge (Lage) | PM21004008    | Inscrit      | 1993  |      |